# 2887 Krinov
2887 Krinov è un asteroide della fascia principale. Scoperto nel 1977, presenta un'orbita caratterizzata da un semiasse maggiore pari a 2,2589349 UA e da un'eccentricità di 0,1497607, inclinata di 4,37511° rispetto all'eclittica.
L'asteroide è dedicato al geologo e astronomo russo Evgenij Leonidovič Krinov.